# بوينغ إكس 37
طائرة بوينغ إكس 37 المتقدمة أو إكس 37 بي هي طائرة فضائية بدون طيار التي تهدف لاختبار تكنولوجيا رحلات الفضاء في المستقبل أثناء وجودها في المدار وأثناء العودة خلال الغلاف الجوي. تستطيع تلك الطائرة بدون طيار توصيل حمولات إلى مدار حول الأرض والبقاء هناك لمدة طويلة، ثم العودة آليا. قضت الرحلة الثانية للطائرة إكس-37-بي 469 يوما في مدار حول الأرض وعادت في 16/6 /2012. نجحت الطائرة
المدارية في الطيران بسرعات أعلى بكثير من سرعة الصوت ولها عازل حراري يساعدها على الهبوط خلال الغلاف الجوي للأرض.

## تاريخ تطويرها

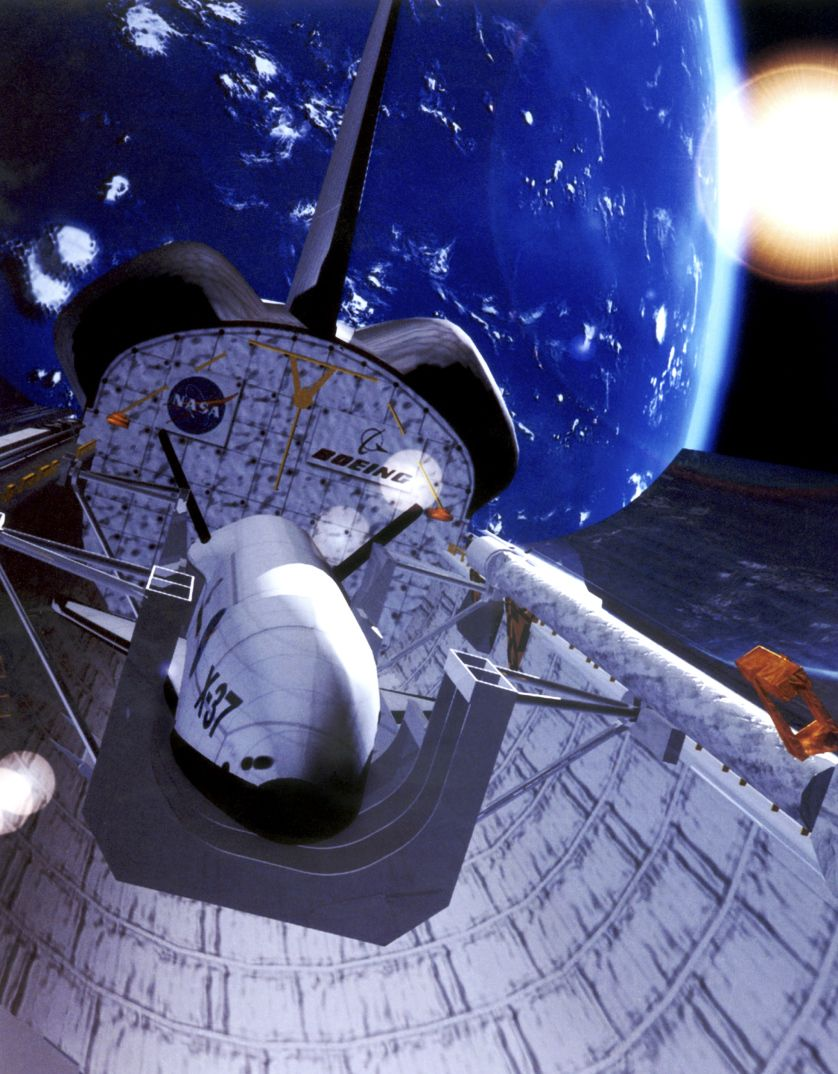
كانت الفكرة السابقة للإقلاع على متن مكوك الفضاء.

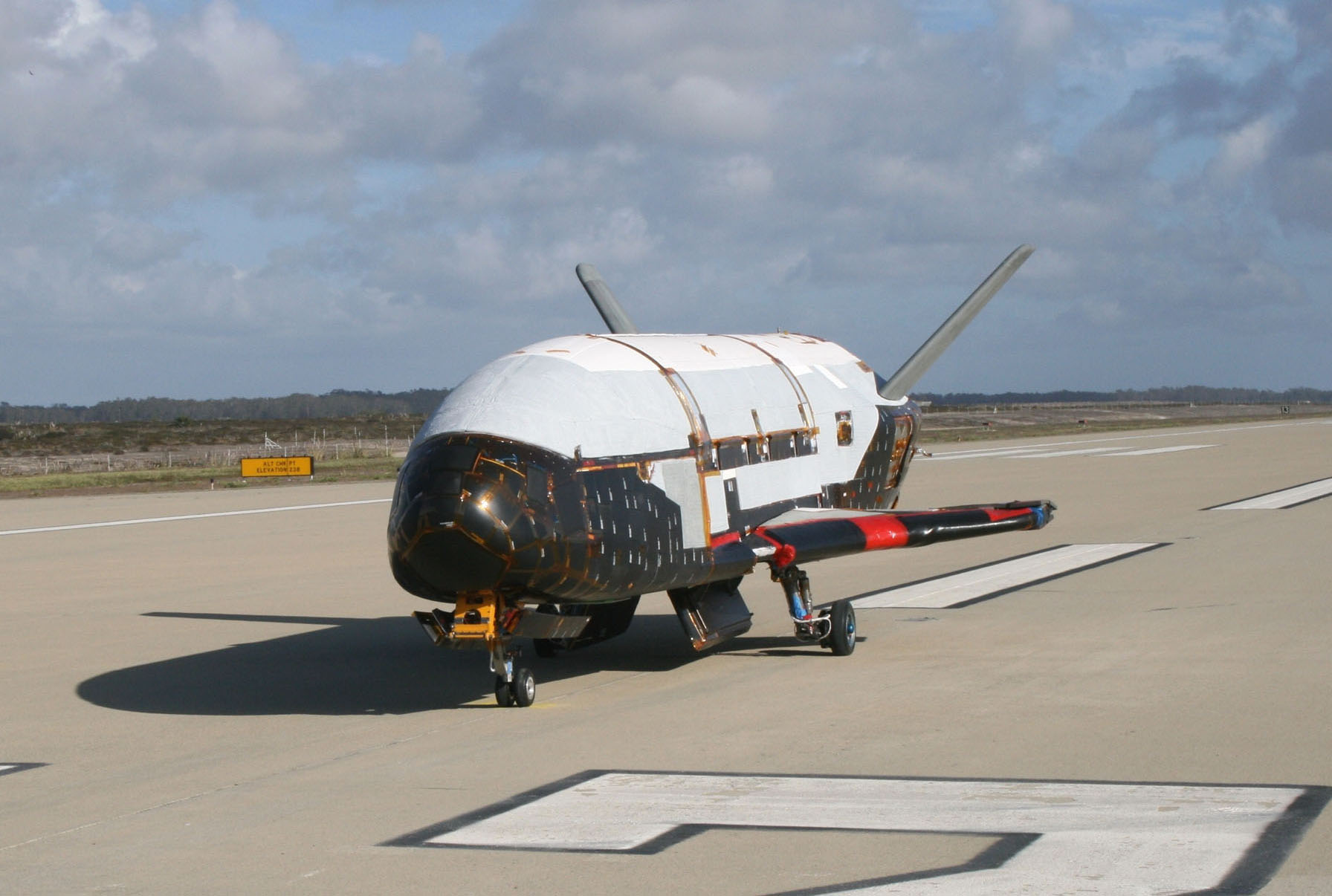
اختبار الطائرة بدون طيار على الأرض.

يهدف تطوير الطائرة بدون طيار أكس 37 اختبار تقنيات ومناورات الإقلاع إلى الفضاء والعودة خلال الغلاف الجوي للأرض. ونظرا لإمكانية وجود إكس 37 لمدة طويلة في مدار حول الأرض
, تستخذم فيها خلايا ضوئية من نوع جاليوم-أرسنيد لإمدادها بالطاقة الكهربائية.
وكانت أكس 37 مصممة أساسا لحملها في حاملة مكوك الفضاء لتوصيلها إلى مدار حول الأرض. ولكن بحادث مكوك الفضاء «كولومبيا» في فبراير 2003 أدى إلى تغيسر تصميم إكس 37، بحيث يتم إقلاعها على رأس صاروخ دلتا 2. وبعد ذلك اختير الصاروخ أطلس 5 (501) ليكون الصاروخ الحامل.
في سبتمبر 2004 وكل إلى الإدارة الحربية للولايات المتحدة DARPA مشروع تصوير الطائرة من ناسا. وإجرى أول أقلاع تجريبي في صيف 2005 حيث جربت إكس-37-إيه بطائرة «وايت نايت» White Knight قامت بتطويرها شركة من القطاع الخاص «سكيلد كومبوسيتس». حاليا تقوم «إدارة رابيد كابابيليتيز أوفيس» من القوات الجوية الأمريكية بتنفيذ مشروع إكس-37-بي.
تستطيع إكس-37-بي أن تتم دوره حول الأرض على ارتفاع 900 كيلومتر ولمدة سنة كاملة، وتستطيع العودة إلأى الأرض سواء خلال الليل أو النهار. ويمكن تغيير ارتفاع مدارها عن طريق محرك صاروخي. كان هذا المحرك سابقا بقوة 29 كيلونيوتن ويعمل بالكيروسين وفوق أكسيد الهيدروجين.
ref>Bartt Hebert: Peroxide (H2O2) Test Programs, AR2-3 Flight Certification نسخة محفوظة 21 يوليو 2011 على موقع واي باك مشين., SDC Operations, NASA Engineering and Test Directorate, 24 July 2009.</ref> ثم تغير ذلك مع تقدم التطوير إلى محرك تقليدي يعمل بالهيدرازين، وقوته 7 و14 كيلو نيوتن.
تبلغ مقاييس حافظة الطائرة 13 و2 متر طولا و 22 و1 متر عرضا ويمكنها حمل حمولة تقدر بنحو 250 كيلوجرام لتوصيلها نقلها.

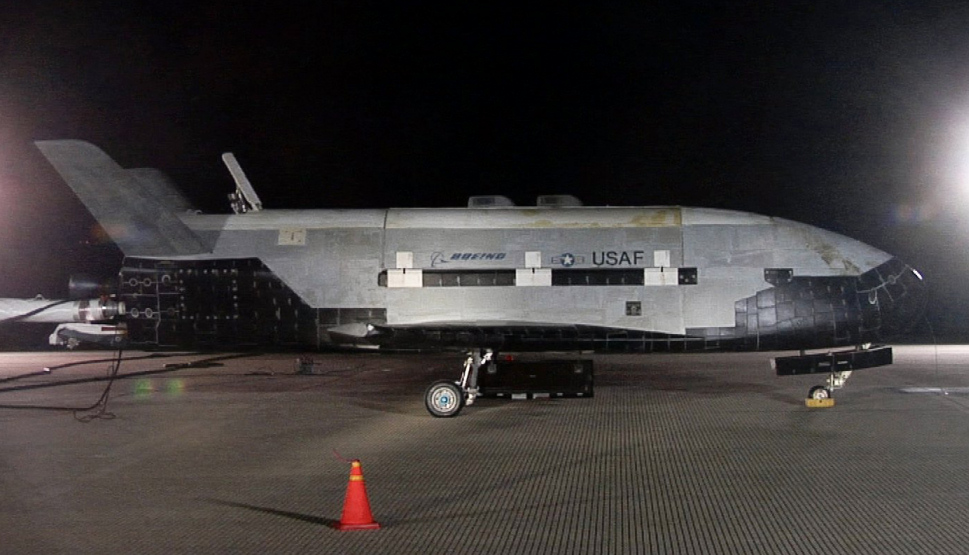
X-37B بعد الهبوط في قاعدة فاندنبرج.

اختبرت الطائرة إكس-37-بي للمرة الأولى في 22 أبريل 2010 في الساعة 23:52 بحسب توقيت عالمي منسق التوقيت العالمي المنسق. واستخدم صاروخ من نوع أطلس 5 (501) للإقلاع بها من قاعدة كيب كانافيرال للقوات الجوية. وانتهى هذا الاختبار الأول بعد 224 يوم حيث عادت الطائرة بدون طيار ذاتيه وهبطت في قاعدة فاندنبرج في يوم 3 ديسمبر 2010. ولم يعرف غرض البعثة ولا أغراض الأجهزة التي كانت على متنها.

## البعثات
| Nr. | يوم الإقلاع                                                 | الصاروخ الحامل | يوم العودة                                                  | طول زمن البعثة | الطائرة المدارية | الحمولة   |
| --- | ----------------------------------------------------------- | -------------- | ----------------------------------------------------------- | -------------- | ---------------- | --------- |
| 1   | Error in قالب:Dts: days must be an integer between 1 and 31 | Atlas V (501   | Error in قالب:Dts: days must be an integer between 1 and 31 | 224 d 8 h 24 m | OTV-1            | غير معرف  |
| 2   | Error in قالب:Dts: days must be an integer between 1 and 31 | Atlas V (501   | Error in قالب:Dts: days must be an integer between 1 and 31 | 469 يوم        | OTV-2            | غير معرف  |
| 3   | Error in قالب:Dts: days must be an integer between 1 and 31 | Atlas V (501   | 10 2014, 18                                                 | 675 يوم        | OTV-1            | غير معروف |

## استخداماتها

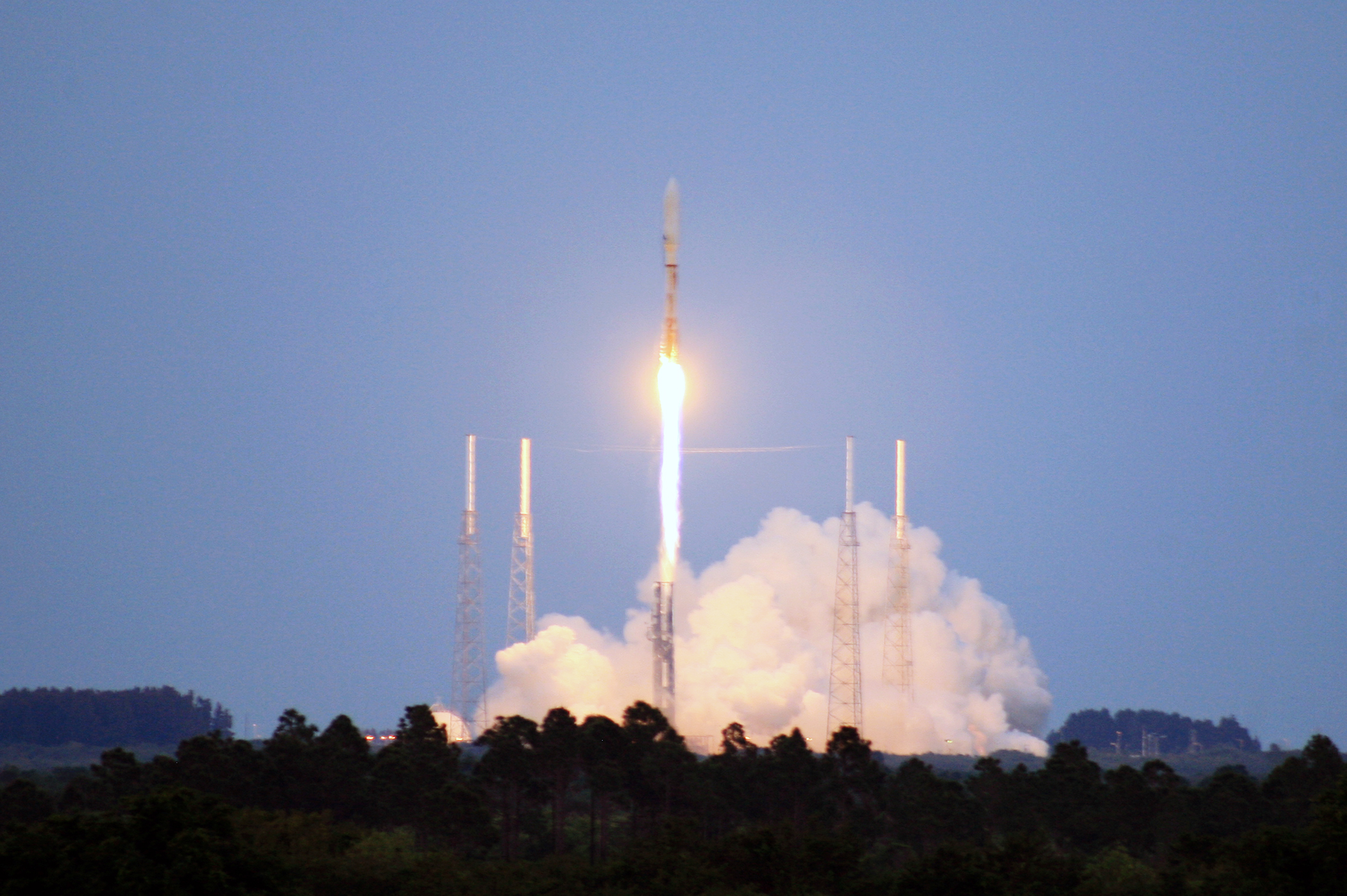
إقلاع X-37B OTV-1 على رأس صاروخ أطلس-V(501)

يتوقع أن يتم استخدام هذه الطائرة استخدامات عسكرية أيضا يتم من خلالها إرسال الطائرة إلى أي مكان بالعالم وقصفه عاموديا خلال ساعة واحدة فقط.
اعلنت شركة بوينغ عام 2011 عن عزمها لتطوير طائرة أكبر من إكس-37-بي، الطائر الجديدة إكس-37-سي ستكون لأكبر بنسبة 165% إلى 180% من سابقتها إكس-37-بي مما يجعلها صالحة لنقل 6 رواد فضاء داخل خزان مزود بالهواء والضغط. ومن المتوقع أن سيكون الصاروخ الحامل لها من نوع أطلس 5

## اقرأ أيضا
- إكس - 20 دينا-سور

بوينج إكس-40
- مركبة فضائية تجريبية صينية لإعادة الاستخدام